# Vol Zambian Air Force 319
Le vol Zambian Air Force 319 était un vol assuré par la Force aérienne zambienne dont l'appareil s'est écrasé le 27 avril 1993. Le de Havilland Canada DHC-5 Buffalo (reg : AF-319) assurant ce vol, organisé pour l’équipe de Zambie de football, s'est écrasé dans l’océan Atlantique à 500 mètres au large des côtes gabonaises. La cause de l'accident est une erreur de pilotage : le pilote aurait arrêté les deux moteurs après un incendie sur un seul.

## Contexte footballistique
Au premier tour des éliminatoires de la Coupe du monde de football de 1994, la Zambie a terminé première de son groupe de qualification (groupe H) devant Madagascar, la Namibie et la Tanzanie.
| Rang | Équipe             | Pts | J | V | N | D | BP | BC | Dif |
| ---- | ------------------ | --- | - | - | - | - | -- | -- | --- |
| 1    | Zambie             | 6   | 4 | 3 | 0 | 1 | 11 | 3  | +8  |
| 2    | Madagascar         | 6   | 4 | 3 | 0 | 1 | 7  | 3  | +4  |
| 3    | Namibie            | 0   | 4 | 0 | 0 | 4 | 0  | 12 | -12 |
| 4    | Tanzanie (forfait) | 0   | - | - | - | - | -  | -  | -   |

Lors du second tour (groupe 2), la Zambie tombe dans un groupe composé du Maroc et du Sénégal. Le premier match de ce groupe a eu lieu le 18 avril 1993 à Casablanca un Maroc-Sénégal, et se conclut par une victoire marocaine 1-0. Voici le classement après le premier match : 
| Rang | Équipe  | Pts | J | V | N | D | BP | BC | Dif |
| ---- | ------- | --- | - | - | - | - | -- | -- | --- |
| 1    | Maroc   | 2   | 1 | 1 | 0 | 0 | 1  | 0  | +1  |
| 2    | Zambie  | 0   | 0 | 0 | 0 | 0 | 0  | 0  | 0   |
| 3    | Sénégal | 0   | 1 | 0 | 0 | 1 | 0  | 1  | -1  |

## Accident

Trajet de l'avion montrant les étapes du vol et le lieu de l'accident.

Le vol, spécialement organisé par l'armée de l'air zambienne, transportait la plupart des membres de l’équipe de Zambie de football pour un match qualificatif pour la Coupe du monde de football contre le Sénégal. Il devait faire trois arrêts pour se ravitailler entre Lusaka et Dakar : le premier à Brazzaville, en République du Congo, le deuxième à Libreville, au Gabon, et le troisième à Abidjan, en Côte d'Ivoire.
Des problèmes de moteur furent remarqués au premier arrêt, à Brazzaville, mais le vol continua. Quelques minutes après son redécollage de l'aéroport de Libreville, le moteur gauche de l'avion prit feu et s'arrêta. Le pilote, qui avait ramené la veille l'équipe d'un match à l'île Maurice, coupa le moteur droit : l'avion, privé de toute puissance durant sa montée, tomba à 547 mètres au large de Libreville et les vingt-cinq passagers et cinq membres de l’équipage furent tous tués. Un rapport d'enquête gabonais publié en 2003 attribue les actions du pilote à sa fatigue et à un signal lumineux défectueux,,.

## Avion
L'avion, un bimoteur de Havilland Canada DHC-5 Buffalo, était entré en service en 1975. Il avait été arrêté de la fin 1992 au 21 avril 1993. Des tests en vol avaient eu lieu du 22 au 26 avril. Avant le départ pour le Sénégal, une inspection avait révélé un certain nombre de problèmes de moteur : particules de carbone dans les filtres à huile, câbles déconnectés et traces d'échauffement. Le vol fut cependant maintenu comme prévu.

## Passagers
Aucun rescapé.

### Équipage
- Colonel Fenton Mhone (pilote)
- Lt colonel Victor Mubanga (pilote)
- Lt colonel James Sachika (pilote)
- Adjudant Edward Nambote (installateur[Quoi ?])
- Caporal Tomson Sakala (steward)

### Footballeurs
- Efford Chabala (gardien)
- Richard Mwanza (gardien)
- Whiteson Changwe (défenseur)
- Samuel Chomba (défenseur)
- Winter Mumba (défenseur)
- Kenan Simambe (défenseur)
- John Soko (défenseur)
- Robert Watiyakeni (défenseur)
- Moses Chikwalakwala (milieu de terrain)
- Godfrey Kangwa (milieu de terrain)
- Derby Makinka (milieu de terrain)
- Eston Mulenga (milieu de terrain)
- Wisdom Mumba Chansa (milieu de terrain)
- Numba Mwila (milieu de terrain)
- Kelvin "Malaza" Mutale (attaquant)
- Patrick "Bomber" Banda (attaquant)
- Moses Masuwa (attaquant)
- Timothy Mwitwa (attaquant)

### Équipe technique
- Godfrey "Ucar" Chitalu (sélectionneur)
- Alex Chola (sélectionneur adjoint)
- Wilson Mtonga (docteur)
- Wilson Sakala

### Autres
- Michael Mwape (président de la FAZ)
- Nelson Zimba (fonctionnaire)
- Joseph Bwalya Salim (journaliste)

## Conséquences
Les membres de la sélection zambienne tués lors du crash sont enterrés dans ce qui est devenu « Heroes' Acre », juste à l'extérieur du Stade de l'Indépendance à Lusaka.
Une nouvelle équipe est constituée, menée par Kalusha. Celui-ci doit faire face aux difficultés d'avoir une équipe compétitive pour les qualifications de la Coupe du monde, puis pour la préparation de la CAN 1994, qui se déroule quelques mois plus tard.
L'équipe ressuscitée, au style de jeu offensif, atteint contre toute attente la finale de la CAN 1994 contre le Nigeria. Elle ouvre le score mais les Super Eagles égalisent rapidement et remportent le match. Malgré leur défaite, les joueurs de l'équipe zambienne reviennent considérés comme des héros nationaux.

## Hommage des Chipolopolos lors de la CAN 2012
L'équipe nationale de Zambie a remporté la Coupe d'Afrique des nations en 2012, rendant ainsi le plus beau des hommages à l'équipe de 1993.